# Olympische Jugend-Sommerspiele 2018/Teilnehmer (Bahrain)
| Gelbes Symbol für Goldmedaillen mit stilisierten Olympischen Ringen | Graues Symbol für Silbermedaillen mit stilisierten Olympischen Ringen | Braundes Symbol für Bronzemedaillen mit stilisierten Olympischen Ringen |
| ------------------------------------------------------------------- | --------------------------------------------------------------------- | ----------------------------------------------------------------------- |
| —                                                                   | —                                                                     | —                                                                       |

Die Jugend-Olympiamannschaft aus Bahrain für die III. Olympischen Jugend-Sommerspiele vom 6. bis 18. Oktober 2018 in Buenos Aires (Argentinien) bestand aus vier Athleten.

## Athleten nach Sportarten

### Gewichtheben
Mädchen
- Maryam Ahmed
Federgewicht: 6. Platz

### Leichtathletik
| Mädchen - Marwa Alajooz 100 m: 28. Platz | Jungen - Yusuf Anan 400 m: disqualifiziert |

### Tennis
Jungen
- Ali Dawani
Einzel: 1. Runde
Doppel: 1. Runde (mit Dostanbek Taschbulatow  Kasachstan)
Mixed: 1. Runde (mit Thasaporn Naklo  Thailand)